# Heinrich Jacob Feuerborn
Heinrich Jacob Feuerborn, geboren als Heinrich Jacobfeuerborn (* 4. März 1883 in Kattenstroth; † 14. November 1979 in Berlin) war ein deutscher Zoologe und Limnologe.

## Leben

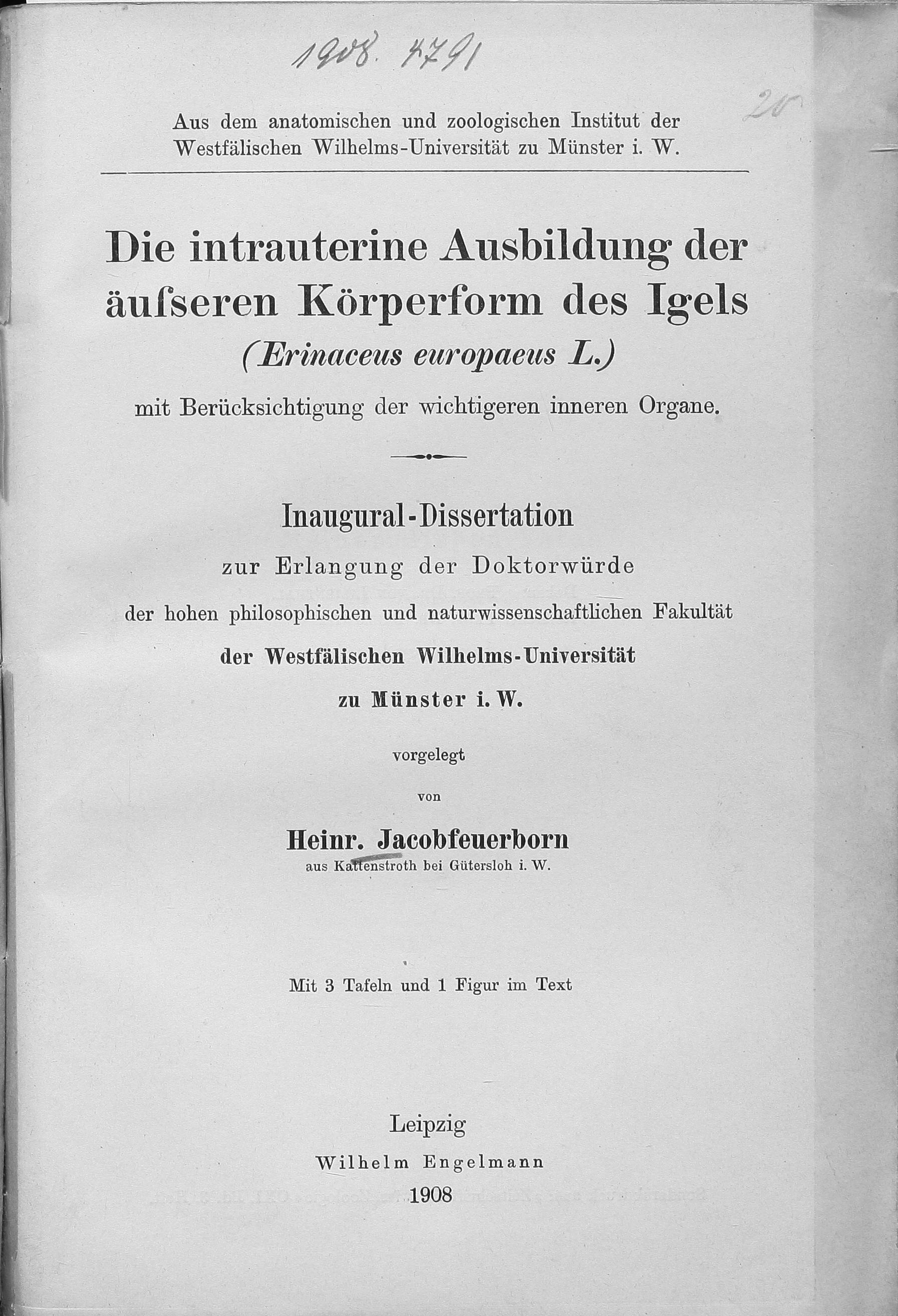
Titelblatt der Dissertation von Heinrich Jacobfeuerborn

Heinrich Jacobfeuerborn wurde als erstes Kind des Landwirts Christof Jacobfeuerborn (1851–1916) und dessen Ehefrau Theresia geborene Großehagenbrock (* 1852) in Kattenstroth geboren. Der Ort wurde 1910 ein Stadtteil von Gütersloh. Heinrich hatte eine Schwester Maria (* 1889) sowie zwei Brüder Otto (1887–1965) und Josef (1885–1953).
Nach Elementarschule und Privatunterricht ging Heinrich für ein Jahr an die Rektoratsschule Wiedenbrück und danach für vier Jahre auf das Evangelisch Stiftische Gymnasium Gütersloh, an dem er 1902 das Abitur ablegte. Nach einem Semester an der Bischöflichen Fakultät in Paderborn studierte er an der Universität Münster Mathematik und Naturwissenschaften. Das Wintersemester 1903/1904 verbrachte er an der Universität Berlin. Seit dem Studium war er Mitglied der katholischen Studentenverbindungen KStV Germania Münster und KStV Askania Berlin im KV. Jacobfeuerborn promovierte im Jahre 1908 an der Universität Münster bei Emil Ballowitz (1859–1936) mit einer Dissertation über die vorgeburtliche Entwicklung des Igels. 1914 wurde er zum Wehrdienst eingezogen, war Kompanieführer beim Infanterieregiment Nr. 13, zog sich leichte Verletzungen zu und kam 1918 von der Westfront zunächst nach Kattenstroth zurück. 1919 verließ er den elterlichen Hof endgültig und heiratete im Oktober 1920 seine erste Frau Helene geborene Moennig (* 1891), eine Ärztin aus Iserlohn.
Heinrich Jacobfeuerborn nannte sich später Heinrich Jacob Feuerborn und habilitierte sich im Jahre 1921 an der Universität Kiel für Zoologie und Vergleichende Anatomie. Ab 1922 war Feuerborn Vertreter eines zoologischen Ordinariats in Münster. Als Leopold von Ubisch im Jahre 1927 ordentlicher Professor für Zoologie in Münster wurde, blieb für Feuerborn nur eine nicht beamtete außerordentliche Professur.
Von Ubisch war zwar Halbjude, wurde allerdings als Frontkämpfer 1933 nicht entlassen. Feuerborn begann damit, sich politisch zu betätigen. Er trat zum 1. Mai 1933 der NSDAP bei (Mitgliedsnummer 2.162.906) und wurde Mitarbeiter des Gauschulungsamtes des Gaues Westfalen-Nord und des Rassenpolitischen Amtes. Feuerborn erreichte es zwar mit Unterstützung einiger Kollegen, dass von Ubisch sich 1935 vorzeitig emeritieren ließ, schaffte es aber nicht, dessen Stelle zu bekommen. Dabei spielte insbesondere seine fachliche Eignung eine Rolle. Feuerborn wurde noch zu von Ubischs Amtszeiten versetzt, vertrat zunächst für kurze Zeit das Ordinariat für Zoologie an der Technischen Hochschule Braunschweig und 1936 den Lehrstuhl für Forstzoologie in Freiburg. Feuerborn versuchte weiterhin, eine Stelle als ordentlicher Professor zu bekommen. Unter anderem schrieb er in einem Brief an das Hauptschulungsamt und die Deutsche Arbeitsfront vom 9. Oktober 1936: „Sobald ich eine feste Stellung … habe, würde ich gern dem höchst ehrenvollen Rufe, mich zu Gastvorträgen auf den Ordensburgen der Partei zur Verfügung zu stellen, Folge leisten …“
1939 ging Feuerborn schließlich an die Universität Berlin und wurde dort nicht beamteter außerordentlicher Professor. 1945 musste er seine Wohnung in der Meerscheidtraße 4 in Berlin-Westend verlassen, da sie von der Militärregierung der Britischen Besatzungszone beschlagnahmt wurde. Er wohnte danach behelfsmäßig in der Pförtnerwohnung im Keller des Zoologischen Instituts in der Invalidenstraße im Bereich der Sowjetischen Besatzungszone. 1946 musste Konrad Herter ihn aufgrund seiner Parteimitgliedschaft von der Universität entlassen. Feuerborn erhielt allerdings einen Lehrauftrag und blieb bis 1949 in der Kellerwohnung, die unter anderem auch von seiner Schülerin Dorothea Neuhaus und deren Mutter bewohnt wurde.
Helene Feuerborn hatte unterdessen eine fachärztliche Ausbildung in Neurologie, Psychiatrie und Tiefenpsychologie absolviert, unter anderem 1943 und 1944 in Gütersloh. Sie zog nach dem Krieg zunächst nach Münster und eröffnete dann 1949 im Westteil von Berlin eine Nervenpraxis, wodurch auch ihr Ehemann wieder in den Westteil zurückkehren konnte. Olaf, der einzige Sohn der Feuerborns, wurde als Medizinstudent im Zweiten Weltkrieg eingezogen und starb in Sibirien in sowjetischer Kriegsgefangenschaft an Typhus. Helene Feuerborn starb 1960 an Herzinsuffizienz. 1961 heiratete Heinrich Feuerborn seine ehemalige Schülerin Dorothea Neuhaus und zog mit ihr ins Hansaviertel. Laut dem amtlichen Fernsprechbuch für den Bezirk der Landespostdirektion Berlin wohnte Heinrich Feuerborn im Jahre 1963 in der Händelallee 5 im 1957 errichteten Walter-Gropius-Haus im Hansaviertel am Großen Tiergarten.

## Wissenschaftliche Leistungen
Feuerborn beschäftigte sich zunächst mit Limnologie und war Mitglied der Internationalen Vereinigung für theoretische und angewandte Limnologie. Zusammen mit August Thienemann und Franz Ruttner unternahm er, mit Unterstützung der Notgemeinschaft der Deutschen Wissenschaft, der Kaiser-Wilhelm-Gesellschaft zur Förderung der Wissenschaften und des Preußischen Ministeriums für Wissenschaft, Kunst und Volksbildung, in den Jahren 1928 und 1929 limnologische Forschungsreisen nach Java, Sumatra und Bali (Deutsche limnologische Sunda-Expedition). Über diesen Forschungsaufenthalt entstand auch 1932/1933 der über einstündige Dokumentarfilm Insulinde.
Während seiner Zeit in Münster entwickelte er außerdem die Theorie, dass sich der Thorax der Zweiflügler aus ursprünglich vier statt drei Segmenten entwickelt haben soll. Er versuchte auch, diese Theorie auf andere Insekten auszuweiten. Dazu ließ er, hauptsächlich an Schmetterlingsmücken, einige Dissertationen anfertigen, unter anderem von Heinrich Kemper. Feuerborns Arbeiten wurden häufig kritisiert und von über 20 Fachleuten negativ beurteilt, so zum Beispiel schon Anfang der 1920er Jahre von Julius Wilhelmi und Hermann Weber, später auch von Wolfgang von Buddenbrock-Hettersdorff und Max Hartmann. Heute spricht niemand mehr von diesen Theorien.
Nach 1935 widmete sich Feuerborn neben dem Naturschutz anderen, mehr politischen Themen der Biologie. Hierzu gründete er unter anderem die Zeitschrift Natur und Heimat. Die ersten vier Hefte erschienen schon 1934. Feuerborn hatte die Schriftleitung der Zeitschrift bis einschließlich 1937 inne und schrieb zahlreiche Artikel selbst. Die Zeitschrift existiert noch heute und wird aktuell (Stand 2018) vom LWL-Museum für Naturkunde herausgegeben. In Berlin betreute Feuerborn die umfangreiche naturwissenschaftlichen Sammlungen, vertrat den zum Kriegsdienst eingezogenen Institutsdirektor Friedrich Seidel und regte unter anderem hydobiologische Arbeiten an, wie zum Beispiel die Dissertation von Hans Hass.
Feuerborn beschrieb einige Tierarten neu, insbesondere Borstenwürmer (beispielsweise Namalycastis ranauensis (Feuerborn, 1932) und Lycastopsis catarractarum Feuerborn, 1932), Krebstiere (beispielsweise Sesarmaxenos gedehensis Feuerborn, 1931) und Schmetterlingsmücken (beispielsweise Pericoma calcilega Feuerborn, 1923). Einige Arten und Gattungen von Schmetterlingsmücken wurden zu seinen Ehren nach ihm benannt, so zum Beispiel Sycorax feuerborni Jung 1954, Feuerbornia Jung 1942 und Feuerborniella Vaillant 1974 sowie das Moostierchen Reteporella feuerbornii (Hass, 1948). Feuerborns 6000 Präparate auf Objektträgern umfassende Sammlung an Schmetterlingsmücken befindet sich im Staatlichen Museum für Naturkunde Stuttgart.

## Werke (Auswahl)
- H. J. Feuerborn: Die Larven der Psychodiden oder Schmetterlingsmücken. Ein Beitrag zur Ökologie des „Feuchten“. Mit 14 Textfiguren und 2 Tabellenbeilagen. In: SIL Proceedings, Internationale Vereinigung für Theoretische und Angewandte Limnologie: Verhandlungen. 1(1), 1922, S. 181–213. doi:10.1080/03680770.1923.11896457
- H. J. Feuerborn: Der Dipterenflügel nicht meso-, sondern metathorakal? Eine neue morphogenetische Deutung des Dipterenthorax. In: Zoologische Jahrbücher, Abteilung Anatomie. 42(4), 1921, S. 529–546.
- H. J. Feuerborn: Der sexuelle Reizapparat (Schmuck-, Duft- und Berührungsorgane) der Psychodiden nach biologischen und physiologischen Gesichtspunkten untersucht. Zugleich ein Beitrag zur Kenntnis und Physiologie der Sinnesorgane und der Organe des Geschlechts- und Bereitschaftsduftes. In: Archiv für Naturgeschichte. 88(4), 1922, S. 1–138.
- H. J. Feuerborn, F. Ruttner, A. Thienemann: Tropische Binnengewässer. Band 8, 1930. (180 Abbildungen, 10 Tafeln)
- H. J. Feuerborn: Ein Rhizocephale und zwei Polychaeten aus dem Süßwasser von Java und Sumatra. In: SIL Proceedings. Band 5, Nr. 2, 1931, S. 618–660. doi:10.1080/03680770.1931.11898495
- H. J. Feuerborn: Naturschutz aus dem Nationalsozialismus. In: Natur und Heimat. 1(2), 1934, S. 25–27.
- H. J. Feuerborn: Das Kernstück der deutschen Volksbildung: die Biologie. In: Der Biologe. 6, 1935, S. 99–105.
- H. J. Feuerborn: Der Instinktbegriff und die Archetypen C. G. Jungs. In: Biologia generalis. 14, Wien 1939, S. 456–506.
- H. J. Feuerborn (Hrsg.): Grenzen des Wissens; Eine Schriftenreihe zur Förderung von Forschung und Erkenntnis. Unter Mitarbeit führender Fachwissenschaftler. Unger & Domröse, Berlin 1952.